# Velika sinica
Velika sinica (znanstveno ime Parus major) je ptica pevka iz družine Paridae (sinic), ki je razširjena po večini Evrope in Azije. V Sloveniji je poleg ščinkavca in črnoglavke najbolj razširjena, verjetno pa tudi najbolj pogosta vrsta. Pozimi so sinice med najbolj rednimi obiskovalci krmilnic. Pogosto jo srečujemo tudi v Sečoveljskih solinah, kjer se drži bolj ob robu. Večina se jih ne seli na toplejše kraje.

## Telesne značilnosti
Velika sinica, ki je največji predstavnik svoje družine (Paridae), je velikosti od 13,4-14,5 cm z razponom kril od 22–25 cm in okvirno težo 16-21 g. Zgornja stran je rumenozelene barve, spodnja pa je rumena, z modrozelenim repom s svetlim robom, črno kapo in belimi lici. Samec in samica se razlikujeta po debelini črne črte na prsih in trebuhu, ki je pri samcu debelejša.
Po telesni zgradbi je podobna meniščku in žalobni sinici.

## Gnezdenje
Gnezdi v najrazličnejših bivališčih, od gozdov do vrtov in naselij. Pogoj je le zadostno število dupel oz. zidnih razpok in žuželk za hranjenje mladičev. V primeru pomanjkanja dupel gnezdi na obrobju mest celo v poštnih nabiralnikih. Začetek gnezdenja je odvisen od spomladanskih temperatur, med leti se lahko razlikuje do štirih tednov. Tiste, ki gnezdijo na urbanih in suburbanih vrtovih, začno leči jajca teden ali dva prej; verjetni vzrok tega je umetna razsvetljava. Samica v gnezdo, zgrajeno iz mahu in suhe trave, nastlano pa z dlako, volno in perjem, znese 5-12 belih jajc z rdečimi pegami, vali pa od 12-15 dni. Velikost jajc ima v povprečju mere 18x14 mm. Ima le en, poredkoma tudi dva zaroda. Mladiči so gnezdomci in valjenci, vzletijo pa po 16-22 dneh. Hranita jih oba starša, zanje pa skrbita tudi potem, ko vzletijo.

## Življenjski prostor in navade
Habitat velike sinice se razteza po večini Evrope in Azije, izjema so le ekstremna temperaturna območja (npr. Sibirija). Tako v času gnezdenja kot izven življenjski prostor vključuje vse tipe gozdov, vrtove, grmišča, parke, sadovnjake in naselja. Tako populacija kot velikost zaroda iz leta v leto zelo nihata zaradi različnih količin razpoložljive hrane. Na Slovenskem je ena najpogostejših gnezdilk, skrivnost uspeha pa leži v njeni iznajdljivosti in prilagodljivosti. Obstaja možnost ponovne ogroženosti.
Svoj teritorij brani pred vsiljivci z razkazovanjem širokega črnega trebušnega pasa. Petje, podobno meniščku in žalobni sinici, je zelo raznoliko in ima enega največjih glasovnih repertoarjev; klici vključujejo znani ti-čerr ti-čerr. Po načinu petja se sinice med sabo tudi prepoznajo. Aktivna je samo podnevi.

### Prehrana
Pozimi so velike sinice redni obiskovalci krmišč, vključno z visečimi mrežicami z orehimi jedrci, krmilnicami s semenjem, posodami z odpadki (še posebno ostanki mesa in loj) ter razpolovljenimi kokosovimi orehi. Hranijo se tudi s sadjem in z drugimi semeni, kot so žir, želod in celo lešniki, ki jih odpira s kljuvanjem, medtem ko jih na veji drži z nogami ali pa jih zagozdi v kako špranjo. Poleti se hrani v glavnem z žuželkami, kot so rilčkarji, stenice in gosenice, pobira pa tudi pajke in majhne polže. Za razliko od drugih ptic ni tako živahna in se pri hranjenju več časa zadržuje na tleh ali blizu tal.